# Joachim Schimpke

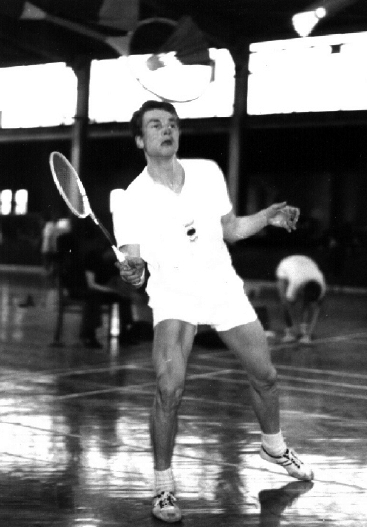
Joachim Schimpke Anfang der 1970er

Joachim „Nickel“ Schimpke (* 8. März 1944 in Hohenstein-Ernstthal) ist ein ehemaliger deutscher Badmintonspieler.

## Karriere
Er erlebte die gesamten 33 Jahre des Bestehens des Federball-Verbandes der DDR als aktiver Spieler. Bei den ersten DDR-Meisterschaften der Junioren 1961 belegte er den dritten Platz für seine Gemeinschaft Fortschritt Hohenstein-Ernstthal. Die folgenden vier Spielzeiten war er für Motor IFA Karl-Marx-Stadt aktiv. In dieser Zeit gewann er einen kompletten Medaillensatz mit dem Team sowie eine Silber- und eine Bronzemedaille in Doppel und Mixed. 1966 wechselte er zum fünfmaligen DDR-Mannschaftsmeister Aktivist Tröbitz. Mit diesem Verein gewann er sechs weitere Teamtitel in Folge. Seinen größten Erfolg in den Einzeldisziplinen feierte er 1968 mit dem Gewinn des Titels im Herreneinzel. Im selben Jahr wurde er auch Doppelmeister zusammen mit Klaus Katzor. Zwei weitere Titel gewann er 1970 und 1971 mit Rita Gerschner im Mixed. Nach einem weiteren Doppeltitel 1974 und den Siegen bei den Ungarischen Internationalen Meisterschaften und beim Internationalen Werner-Seelenbinder-Gedenkturnier im selben Jahr erkämpfte er sich überraschend 1978 noch einmal den Titel im Herreneinzel. 1987 wechselte er zu Einheit Greifswald und gewann dort zwei weitere Teamtitel. Als Senior wurde er 2015 Weltmeister in der Altersklasse O70.
Joachim Schimpke lebt heute in Nordhorn in Niedersachsen.

## Sportliche Erfolge
| Veranstaltung                                     | Saison    | Disziplin    | Platz | Sieger |
| ------------------------------------------------- | --------- | ------------ | ----- | --- |
| DDR-Einzelmeisterschaft AK 16/17                  | 1960/1961 | Herreneinzel | 3     | Joachim Schimpke (Fortschritt Hohenstein-Ernstthal) |
| DDR-Mannschaftsmeisterschaft Jugend               | 1961/1962 | Mannschaft   | 1     | Motor IFA Karl-Marx-Stadt (Joachim Schimpke, Harald Richter, Klaus Renner, Annemarie Bendig, Elke Lein) |
| DDR-Einzelmeisterschaft AK 16/17                  | 1961/1962 | Herreneinzel | 2     | Joachim Schimpke (Motor IFA Karl-Marx-Stadt) |
| Silberner Federball                               | 1962/1963 | Herreneinzel | 3     | Joachim Schimpke (Motor IFA Karl-Marx-Stadt) |
| Silberner Federball                               | 1963/1964 | Herreneinzel | 2     | Joachim Schimpke (Motor IFA Karl-Marx-Stadt) |
| DDR-Mannschaftsmeisterschaft                      | 1963/1964 | Mannschaft   | 3     | Motor IFA Karl-Marx-Stadt (Joachim Schimpke, Jörg Richter, Peter Richter, Harald Richter, Eidam, A. Lein, Elke Lein, Doris Hampel, Annemarie Richter)                                                                |
| DDR-Einzelmeisterschaft                           | 1963/1964 | Mixed        | 2     | Joachim Schimpke / Annemarie Richter (Motor IFA Karl-Marx-Stadt) |
| DDR-Mannschaftsmeisterschaft                      | 1964/1965 | Mannschaft   | 2     | Motor IFA Karl-Marx-Stadt (Joachim Schimpke, Harald Richter, Jörg Richter, Böhme, Wolf-Dieter Tränkner, Eidam, Annemarie Richter, A. Lein, Elke Lein)                                                                |
| DDR-Einzelmeisterschaft                           | 1964/1965 | Mixed        | 2     | Joachim Schimpke / Annemarie Richter (Motor IFA Karl-Marx-Stadt) |
| DDR-Einzelmeisterschaft                           | 1964/1965 | Herrendoppel | 3     | Klaus Basdorf / Joachim Schimpke (Post Berlin / Motor IFA Karl-Marx-Stadt) |
| DDR-Einzelmeisterschaft                           | 1964/1965 | Herreneinzel | 3     | Joachim Schimpke (Motor IFA Karl-Marx-Stadt) |
| Silberner Federball                               | 1964/1965 | Herreneinzel | 3     | Joachim Schimpke (Motor IFA Karl-Marx-Stadt) |
| Internationales Federballturnier in Tröbitz       | 1965/1966 | Herreneinzel | 3     | Joachim Schimpke (Aktivist Tröbitz) |
| Silberner Federball                               | 1965/1966 | Herreneinzel | 2     | Joachim Schimpke (Aktivist Tröbitz) |
| DDR-Mannschaftsmeisterschaft                      | 1965/1966 | Mannschaft   | 1     | Aktivist Tröbitz (Gottfried Seemann, Joachim Schimpke, Gerolf Seemann, Peter Schurig, Erich Wilde, Klaus Katzor, Rita Gerschner, Annemarie Fritzsche, Gitta Rost)                                                    |
| DDR-Einzelmeisterschaft                           | 1965/1966 | Herreneinzel | 3     | Joachim Schimpke (Aktivist Tröbitz) |
| DDR-Einzelmeisterschaft                           | 1965/1966 | Herrendoppel | 2     | Klaus Katzor / Joachim Schimpke (Aktivist Tröbitz) |
| DDR-Einzelmeisterschaft                           | 1965/1966 | Herreneinzel | 2     | Klaus Katzor (Aktivist Tröbitz) |
| DDR-Einzelmeisterschaft                           | 1966/1967 | Herrendoppel | 2     | Klaus Katzor / Joachim Schimpke (Aktivist Tröbitz) |
| DDR-Einzelmeisterschaft                           | 1966/1967 | Herreneinzel | 3     | Joachim Schimpke (Aktivist Tröbitz) |
| DDR-Mannschaftsmeisterschaft                      | 1966/1967 | Mannschaft   | 1     | Aktivist Tröbitz (Gottfried Seemann, Joachim Schimpke, Erich Wilde, Klaus-Peter Färber, Klaus Katzor, Harry Deinert, Helfried Wunderlich, Gerhard Dietze, Ruth Mertzig, Rita Gerschner, Annemarie Fritzsche)         |
| Silberner Federball                               | 1966/1967 | Herreneinzel | 3     | Joachim Schimpke (Aktivist Tröbitz) |
| Internationales Federballturnier in Tröbitz       | 1966/1967 | Herrendoppel | 1     | Klaus Katzor / Joachim Schimpke (Aktivist Tröbitz) |
| Silberner Federball                               | 1966/1967 | Mixed        | 2     | Joachim Schimpke / Annemarie Richter (Aktivist Tröbitz / Dynamo Freiberg) |
| DDR-Einzelmeisterschaft                           | 1967/1968 | Herreneinzel | 1     | Joachim Schimpke (Aktivist Tröbitz) |
| DDR-Mannschaftsmeisterschaft                      | 1967/1968 | Mannschaft   | 1     | Aktivist Tröbitz (Gottfried Seemann, Joachim Schimpke, Erich Wilde, Klaus-Peter Färber, Klaus Katzor, Ruth Mertzig, Annemarie Seemann, Rita Gerschner)                                                               |
| DDR-Einzelmeisterschaft                           | 1967/1968 | Herrendoppel | 1     | Klaus Katzor / Joachim Schimpke (Aktivist Tröbitz) |
| DDR-Einzelmeisterschaft                           | 1968/1969 | Herrendoppel | 2     | Klaus Katzor / Joachim Schimpke (Aktivist Tröbitz) |
| DDR-Einzelmeisterschaft                           | 1968/1969 | Herreneinzel | 3     | Joachim Schimpke (Aktivist Tröbitz) |
| DDR-Mannschaftsmeisterschaft                      | 1968/1969 | Mannschaft   | 1     | Aktivist Tröbitz (Gottfried Seemann, Joachim Schimpke, Erich Wilde, Klaus-Peter Färber, Klaus Katzor, Roland Riese, Harry Deinert, Ruth Mertzig, Rita Gerschner, Annemarie Seemann, Angelika Seifert, Monika Thiere) |
| DDR-Einzelmeisterschaft                           | 1969/1970 | Mixed        | 1     | Joachim Schimpke / Rita Gerschner (Aktivist Tröbitz) |
| DDR-Mannschaftsmeisterschaft                      | 1969/1970 | Mannschaft   | 1     | Aktivist Tröbitz (Gottfried Seemann, Joachim Schimpke, Erich Wilde, Klaus-Peter Färber, Roland Riese, Klaus Katzor, Rita Gerschner, Monika Thiere, Annemarie Seemann)                                                |
| DDR-Einzelmeisterschaft                           | 1969/1970 | Herreneinzel | 2     | Joachim Schimpke (Aktivist Tröbitz) |
| Silberner Federball                               | 1969/1970 | Herreneinzel | 3     | Joachim Schimpke (Aktivist Tröbitz) |
| Silberner Federball                               | 1969/1970 | Herrendoppel | 3     | Klaus Katzor / Joachim Schimpke (Aktivist Tröbitz) |
| Silberner Federball                               | 1970/1971 | Mixed        | 1     | Joachim Schimpke / Monika Thiere (Aktivist Tröbitz) |
| Silberner Federball                               | 1970/1971 | Herrendoppel | 3     | Joachim Schimpke / Klaus-Peter Färber (Aktivist Tröbitz) |
| Silberner Federball                               | 1970/1971 | Herreneinzel | 1     | Joachim Schimpke (Aktivist Tröbitz) |
| DDR-Einzelmeisterschaft                           | 1970/1971 | Herreneinzel | 2     | Joachim Schimpke (Aktivist Tröbitz) |
| DDR-Mannschaftsmeisterschaft                      | 1970/1971 | Mannschaft   | 1     | Aktivist Tröbitz (Gottfried Seemann, Joachim Schimpke, Erich Wilde, Harry Deinert, Klaus-Peter Färber, Roland Riese, Klaus Katzor, Werner Michael, Angelika Seifert, Monika Thiere, Rita Gerschner)                  |
| DDR-Einzelmeisterschaft                           | 1970/1971 | Mixed        | 1     | Joachim Schimpke / Rita Gerschner (Aktivist Tröbitz) |
| FDGB-Pokal                                        | 1971      | Mannschaft   | 2     | Aktivist Tröbitz |
| DDR-Einzelmeisterschaft                           | 1971/1972 | Herrendoppel | 2     | Joachim Schimpke / Roland Riese (Fortschritt Tröbitz) |
| DDR-Einzelmeisterschaft                           | 1971/1972 | Herreneinzel | 2     | Joachim Schimpke (Fortschritt Tröbitz) |
| DDR-Einzelmeisterschaft                           | 1971/1972 | Mannschaft   | 2     | Fortschritt Tröbitz (Gottfried Seemann, Werner Michael, Joachim Schimpke, Klaus-Peter Färber, Roland Riese, Rainer Skobowsky, Klaus Katzor, Rita Gerschner, Angelika Seifert, Monika Thiere)                         |
| FDGB-Pokal                                        | 1972      | Mannschaft   | 2     | Fortschritt Tröbitz |
| DDR-Mannschaftsmeisterschaft                      | 1972/1973 | Mannschaft   | 2     | Fortschritt Tröbitz (Gottfried Seemann, Gerhard Riese, Joachim Schimpke, Claus Cassens, Klaus-Peter Färber, Roland Riese, Klaus Katzor, Monika Thiere, Angelika Seifert, Rita Gerschner)                             |
| DDR-Einzelmeisterschaft                           | 1972/1973 | Herreneinzel | 3     | Joachim Schimpke (Fortschritt Tröbitz) |
| DDR-Einzelmeisterschaft                           | 1972/1973 | Herrendoppel | 3     | Joachim Schimpke / Roland Riese (Fortschritt Tröbitz) |
| Silberner Federball                               | 1972/1973 | Herreneinzel | 2     | Joachim Schimpke (Fortschritt Tröbitz) |
| Silberner Federball                               | 1972/1973 | Herrendoppel | 2     | Joachim Schimpke / Roland Riese (Fortschritt Tröbitz) |
| Czechoslovakian International                     | 1973      | Herreneinzel | 2     | Joachim Schimpke |
| Internationales Werner-Seelenbinder-Gedenkturnier | 1973/1974 | Herreneinzel | 3     | Joachim Schimpke (Fortschritt Tröbitz) |
| Silberner Federball                               | 1973/1974 | Mixed        | 3     | Joachim Schimpke / Monika Thiere (Fortschritt Tröbitz) |
| Silberner Federball                               | 1973/1974 | Herrendoppel | 2     | Joachim Schimpke / Roland Riese (Fortschritt Tröbitz) |
| Silberner Federball                               | 1973/1974 | Herreneinzel | 3     | Joachim Schimpke (Fortschritt Tröbitz) |
| DDR-Einzelmeisterschaft                           | 1973/1974 | Herrendoppel | 1     | Joachim Schimpke / Wolfgang Böttcher (Fortschritt Tröbitz / HSG DHfK Leipzig) |
| DDR-Mannschaftsmeisterschaft                      | 1973/1974 | Mannschaft   | 2     | Fortschritt Tröbitz (Annemarie Richter, Harald Richter, Monika Thiere, Joachim Schimpke, Klaus-Peter Färber, Roland Riese, Werner Michael)                                                                           |
| DDR-Einzelmeisterschaft                           | 1973/1974 | Herreneinzel | 2     | Joachim Schimpke (Fortschritt Tröbitz) |
| Czechoslovakian International                     | 1974      | Mixed        | 3     | Joachim Schimpke / Monika Cassens |
| Hungarian International                           | 1974      | Mixed        | 1     | Joachim Schimpke / Monika Cassens |
| Hungarian International                           | 1974      | Herrendoppel | 2     | Joachim Schimpke / Edgar Michalowski |
| DDR-Mannschaftsmeisterschaft                      | 1974/1975 | Mannschaft   | 2     | Fortschritt Tröbitz (Klaus Katzor, Joachim Schimpke, Roland Riese, Klaus Skobowsky, Harald Richter, Rena Scheithauer, Christine Ober, Carmen Ober)                                                                   |
| DDR-Einzelmeisterschaft                           | 1974/1975 | Herrendoppel | 2     | Joachim Schimpke / Wolfgang Böttcher (Fortschritt Tröbitz / HSG DHfK Leipzig) |
| DDR-Einzelmeisterschaft                           | 1974/1975 | Herreneinzel | 3     | Joachim Schimpke (Fortschritt Tröbitz) |
| Silberner Federball                               | 1974/1975 | Herreneinzel | 2     | Joachim Schimpke (Fortschritt Tröbitz) |
| Internationales Werner-Seelenbinder-Gedenkturnier | 1974/1975 | Herreneinzel | 3     | Joachim Schimpke (Fortschritt Tröbitz) |
| Silberner Federball                               | 1974/1975 | Herrendoppel | 3     | Roland Riese / Joachim Schimpke (Fortschritt Tröbitz) |
| Internationales Werner-Seelenbinder-Gedenkturnier | 1974/1975 | Herrendoppel | 1     | Joachim Schimpke / Wolfgang Böttcher (Fortschritt Tröbitz / DHfK Leipzig) |
| Polish International                              | 1975      | Herrendoppel | 2     | Joachim Schimpke / Detlef Sprenger |
| Polish International                              | 1975      | Herreneinzel | 3     | Joachim Schimpke |
| Internationales Werner-Seelenbinder-Gedenkturnier | 1975/1976 | Herrendoppel | 3     | Erfried Michalowsky / Joachim Schimpke (Einheit Greifswald / Fortschritt Tröbitz) |
| Hungarian International                           | 1976      | Herrendoppel | 3     | Joachim Schimpke / Edgar Michalowski |
| Czechoslovakian International                     | 1976      | Herreneinzel | 5     | Joachim Schimpke |
| Polish International                              | 1976      | Mixed        | 3     | Joachim Schimpke / Astrit Schreiber |
| Polish International                              | 1976      | Herreneinzel | 3     | Joachim Schimpke |
| DDR-Einzelmeisterschaft                           | 1976/1977 | Herreneinzel | 3     | Joachim Schimpke (Fortschritt Tröbitz) |
| DDR-Mannschaftsmeisterschaft                      | 1976/1977 | Mannschaft   | 2     | Fortschritt Tröbitz (Frank-Thomas Seyfarth, Joachim Schimpke, Roland Riese, Klaus Skobowsky, Harald Richter, Christine Ober, Carmen Ober)                                                                            |
| DDR-Einzelmeisterschaft                           | 1976/1977 | Herrendoppel | 2     | Joachim Schimpke / Roland Riese (Fortschritt Tröbitz) |
| Internationales Werner-Seelenbinder-Gedenkturnier | 1976/1977 | Herrendoppel | 3     | Joachim Schimpke / Klaus Müller (Einheit Greifswald / Fortschritt Tröbitz) |
| Silberner Federball                               | 1976/1977 | Herreneinzel | 1     | Joachim Schimpke (Fortschritt Tröbitz) |
| Internationales Werner-Seelenbinder-Gedenkturnier | 1976/1977 | Herreneinzel | 2     | Joachim Schimpke (Fortschritt Tröbitz) |
| Polish International                              | 1977      | Mixed        | 2     | Joachim Schimpke / Angela Michalowski |
| Polish International                              | 1977      | Herreneinzel | 3     | Joachim Schimpke |
| DDR-Mannschaftsmeisterschaft                      | 1977/1978 | Mannschaft   | 2     | Fortschritt Tröbitz (Frank-Thomas Seyfarth, Joachim Schimpke, Roland Riese, Klaus Skobowsky, Harald Richter, Christine Ober, Carmen Ober)                                                                            |
| DDR-Einzelmeisterschaft                           | 1977/1978 | Herrendoppel | 3     | Joachim Schimpke / Roland Riese (Fortschritt Tröbitz) |
| DDR-Einzelmeisterschaft                           | 1977/1978 | Herreneinzel | 1     | Joachim Schimpke (Fortschritt Tröbitz) |
| DDR-Einzelmeisterschaft                           | 1978/1979 | Herreneinzel | 3     | Joachim Schimpke (Fortschritt Tröbitz) |
| DDR-Mannschaftsmeisterschaft                      | 1978/1979 | Mannschaft   | 2     | Fortschritt Tröbitz (Frank-Thomas Seyfarth, Joachim Schimpke, Roland Riese, Klaus Skobowsky, Harald Richter, Christine Ober, Carmen Ober)                                                                            |
| DDR-Einzelmeisterschaft                           | 1978/1979 | Herrendoppel | 2     | Michael Franz / Joachim Schimpke (Einheit Greifswald / Fortschritt Tröbitz) |
| DDR-Mannschaftsmeisterschaft                      | 1979/1980 | Mannschaft   | 2     | Fortschritt Tröbitz (Frank-Thomas Seyfarth, Joachim Schimpke, Roland Riese, Klaus Skobowsky, Harald Richter, Christine Ober, Carmen Ober)                                                                            |
| DDR-Mannschaftsmeisterschaft                      | 1980/1981 | Mannschaft   | 3     | Fortschritt Tröbitz (Frank-Thomas Seyfarth, Joachim Schimpke, Roland Riese, Klaus Skobowsky, Harald Richter, Christine Ober, Carmen Ober)                                                                            |
| DDR-Seniorenmeisterschaft AK I                    | 1981/1982 | Herrendoppel | 2     | Joachim Schimpke / Klaus Müller (Fortschritt Tröbitz / Einheit Greifswald) |
| DDR-Mannschaftsmeisterschaft                      | 1981/1982 | Mannschaft   | 3     | Fortschritt Tröbitz (Frank-Thomas Seyfarth, Joachim Schimpke, Roland Riese, Klaus Skobowsky, Harald Richter, Christine Ober, Carmen Ober)                                                                            |
| DDR-Seniorenmeisterschaft AK I                    | 1981/1982 | Herreneinzel | 1     | Joachim Schimpke (Fortschritt Tröbitz) |
| DDR-Seniorenmeisterschaft AK I                    | 1982/1983 | Herreneinzel | 1     | Joachim Schimpke (Fortschritt Tröbitz) |
| DDR-Mannschaftsmeisterschaft                      | 1982/1983 | Mannschaft   | 3     | Fortschritt Tröbitz (Joachim Schimpke, Roland Riese, Frank-Thomas Seyfarth, Thomas Dittrich, Harald Richter, René Born, Christine Ober, Carmen Ober, Annemarie Seemann, Petra Schubert)                              |
| DDR-Seniorenmeisterschaft AK I                    | 1982/1983 | Herrendoppel | 2     | Joachim Schimpke / Gottfried Seemann (Fortschritt Tröbitz) |
| DDR-Einzelmeisterschaft                           | 1983/1984 | Herrendoppel | 2     | Joachim Schimpke / Thomas Mundt (Fortschritt Tröbitz / Einheit Greifswald) |
| DDR-Seniorenmeisterschaft AK I                    | 1983/1984 | Herrendoppel | 2     | Joachim Schimpke / Gottfried Seemann (Fortschritt Tröbitz) |
| DDR-Seniorenmeisterschaft AK I                    | 1983/1984 | Herreneinzel | 1     | Joachim Schimpke (Fortschritt Tröbitz) |
| DDR-Mannschaftsmeisterschaft                      | 1983/1984 | Mannschaft   | 3     | Fortschritt Tröbitz (Frank-Thomas Seyfarth, Jens Scheithauer, Joachim Schimpke, Thomas Dittrich, Klaus Skobowsky, Harald Richter, Jörg Deutschmann, Petra Schubert, Andrea Pohling)                                  |
| Internationales Werner-Seelenbinder-Gedenkturnier | 1983/1984 | Herrendoppel | 3     | Edgar Michalowski / Joachim Schimpke (Einheit Greifswald / Fortschritt Tröbitz) |
| DDR-Seniorenmeisterschaft AK I                    | 1984/1985 | Herrendoppel | 3     | Joachim Schimpke / Harald Richter (Fortschritt Tröbitz) |
| DDR-Mannschaftsmeisterschaft                      | 1984/1985 | Mannschaft   | 3     | Fortschritt Tröbitz (Frank-Thomas Seyfarth, Jens Scheithauer, Joachim Schimpke, Thomas Dittrich, Harald Richter, Petra Schubert, Christine Maertin)                                                                  |
| DDR-Seniorenmeisterschaft AK I                    | 1984/1985 | Herreneinzel | 1     | Joachim Schimpke (Fortschritt Tröbitz) |
| DDR-Einzelmeisterschaft                           | 1984/1985 | Herrendoppel | 2     | Joachim Schimpke / Thomas Mundt (Fortschritt Tröbitz / Einheit Greifswald) |
| DDR-Mannschaftsmeisterschaft                      | 1985/1986 | Mannschaft   | 2     | Fortschritt Tröbitz (Frank-Thomas Seyfarth, Joachim Schimpke, Jens Scheithauer, Klaus Skobowsky, Petra Schubert, Christine Maertin)                                                                                  |
| DDR-Einzelmeisterschaft                           | 1985/1986 | Herrendoppel | 2     | Joachim Schimpke / Thomas Mundt (Fortschritt Tröbitz / Einheit Greifswald) |
| DDR-Seniorenmeisterschaft AK I                    | 1985/1986 | Herreneinzel | 1     | Joachim Schimpke (Fortschritt Tröbitz) |
| DDR-Seniorenmeisterschaft AK I                    | 1985/1986 | Mixed        | 1     | Joachim Schimpke / Angela Michalowski (Fortschritt Tröbitz / Einheit Greifswald) |
| DDR-Seniorenmeisterschaft AK I                    | 1985/1986 | Herrendoppel | 1     | Harald Richter / Joachim Schimpke (Fortschritt Tröbitz) |
| DDR-Seniorenmeisterschaft AK I                    | 1986/1987 | Herrendoppel | 1     | Bernd Jünemann / Joachim Schimpke (Union Mühlhausen / Fortschritt Tröbitz) |
| DDR-Seniorenmeisterschaft AK I                    | 1986/1987 | Herreneinzel | 2     | Joachim Schimpke (Fortschritt Tröbitz) |
| DDR-Einzelmeisterschaft                           | 1986/1987 | Herrendoppel | 3     | Dirk Hickl / Joachim Schimpke (EBT Berlin / Einheit Greifswald) |
| DDR-Mannschaftsmeisterschaft                      | 1987/1988 | Mannschaft   | 3     | Einheit Greifswald II (Joachim Schimpke, Thomas Greeck, Jens Thonack, Norbert Michalowsky, Angela Michalowski, Kerstin Bohn, Petra Schubert)                                                                         |
| DDR-Einzelmeisterschaft                           | 1987/1988 | Herrendoppel | 3     | Joachim Schimpke / Thomas Mundt (Einheit Greifswald) |
| DDR-Seniorenmeisterschaft AK I                    | 1987/1988 | Herrendoppel | 3     | Joachim Schimpke / Bernd Jünemann (Einheit Greifswald / Union Mühlhausen) |
| DDR-Seniorenmeisterschaft AK I                    | 1987/1988 | Mixed        | 1     | Joachim Schimpke / Angela Michalowski (Einheit Greifswald) |
| DDR-Seniorenmeisterschaft AK II                   | 1987/1988 | Herreneinzel | 1     | Joachim Schimpke (Einheit Greifswald) |
| DDR-Mannschaftsmeisterschaft                      | 1987/1988 | Mannschaft   | 1     | Einheit Greifswald (Erfried Michalowsky, Edgar Michalowski, Petra Michalowsky, Birgit Kämmer, Thomas Greeck, Joachim Schimpke)                                                                                       |
| DDR-Seniorenmeisterschaft AK II                   | 1988/1989 | Herrendoppel | 1     | Joachim Schimpke / Bernd Jünemann (Einheit Greifswald / Union Mühlhausen) |
| DDR-Seniorenmeisterschaft AK II                   | 1988/1989 | Herreneinzel | 1     | Joachim Schimpke (Einheit Greifswald) |
| DDR-Mannschaftsmeisterschaft                      | 1988/1989 | Mannschaft   | 1     | Einheit Greifswald (Thomas Mundt, André Wiechmann, Mike Joseph, Edgar Michalowski, Erfried Michalowsky, Thomas Greeck, Jens Thonack, Petra Michalowsky, Sandra Kraft, Angela Michalowski, Joachim Schimpke)          |
| DDR-Einzelmeisterschaft                           | 1988/1989 | Herrendoppel | 3     | Andreas Benz / Joachim Schimpke (HSG Lok HfV Dresden / Einheit Greifswald) |
| Deutsche Einzelmeisterschaft O45                  | 1992/1993 | Herreneinzel | 1     | Joachim Schimpke (VfL Wolfsburg) |
| Deutsche Einzelmeisterschaft O45                  | 1993/1994 | Herreneinzel | 2     | Joachim Schimpke (SV Feldhausen) |